# Астрагал белостебельный
Астрага́л белостебельный (лат. Astragálus albicaulis) — вид полукустарников рода Астрагал (Astragalus) семейства Бобовые (Fabaceae).

## Распространение и экология
Ареал вида охватывает Молдову, Украину, Европейскую часть России и юго-западные районы Западной Сибири. Описан с междуречья Волги и Дона.
Произрастает на мелах, в меловых сосняках, редко на известняках.

## Ботаническое описание
Полукустарник с древеснеющими у основания, серыми двухлетними ветвями; годичные стебли длиной 5—10 см, восходящие или прямые, тонкие, округлые, густо, мелко и бело прижато-пушистые.
Прилистники длиной 2—3 мм, прижато бело- или бело- и чёрно-волосистые, нижние — яйцевидные, верхние — ланцетные.
Листья длиной 2—6 см, с очень короткими тонкими черешками. Листочки 3—4 (7)-парные, длиной (7) 10—20 мм, 3—5 (6) мм, продолговатые или овальные, острые, редко тупые, с обеих сторон прижато-волосистые, сероватые.
Цветоносы длиной 10—15 см, сероватые. Кисти головчатые, яйцевидные, рыхловатые, длиной 2—10 см; прицветники ланцетно-линейные, длиной 3—5 мм, бело- или чёрно- и бело-волосистые; чашечка длиной около 15 мм, иногда не более 10 мм, полуприжато бело- и обычно полосато чёрно-пушистая; зубцы нитевидные, длиной 3—5 мм. Венчик белый или светло-жёлтый; парус длиной 18—22 мм обратнояйцевидной, выемчатой, у основания ушковато-угловатой пластинкой; крылья длиной 17—21 мм с продолговатой, на верхушке цельной пластинкой; лодочка почти в полтора раза короче ноготка, длиной 13—17 мм, острая.
Бобы сидячие, вверх торчащие, продолговатые, длиной 10—15 мм, шириной 3—4 мм, на брюшке килеватые, на спинке неглубоко бороздчатые, косо остроконечные, кожистые, густо и оттопыренно бело- и пушисто мохнатые, двугнездные.
Цветёт в мае — июле. Плодоносит в июне — августе.

## Значение и применение
Пыльцевая продуктивность 100 цветков 154 мг, всего растения, на котором распускается до 207 цветков, 318,8 мг.

## Таксономия
Вид Астрагал белостебельный входит в род Астрагал (Astragalus) трибы Galegeae подсемейства Мотыльковые (Faboideae) семейства Бобовые (Fabaceae) порядка Бобовоцветные (Fabales).
|  |                                      |  |                                                             |                                                             |                   |  | ещё 3 семейства (согласно Системе APG II) | ещё 3 семейства (согласно Системе APG II) |                          |  |  |  | ещё 27 триб                 | ещё 27 триб        |  |  |  |  | ещё более 1600 видов | ещё более 1600 видов |
|  |                                      |  |                                                             |                                                             |                   |  | ещё 3 семейства (согласно Системе APG II) | ещё 3 семейства (согласно Системе APG II) |                          |  |  |  | ещё 27 триб                 | ещё 27 триб        |  |  |  |  | ещё более 1600 видов | ещё более 1600 видов |
|  |                                      |  |                                                             | порядок Бобовоцветные                                       |                   |  |                                           |                                           | подсемейство Мотыльковые |  |  |  |                             | род Астрагал       |  |  |  |  |                      |                      |
|  |                                      |  |                                                             | порядок Бобовоцветные                                       |                   |  |                                           |                                           | подсемейство Мотыльковые |  |  |  |                             | род Астрагал       |  |  |  |  |                      |                      |
|  | отдел Цветковые, или Покрытосеменные |  |                                                             |                                                             | семейство Бобовые |  |                                           |                                           | триба Galegeae           |  |  |  | вид Астрагал белостебельный |                    |  |  |  |  |                      |                      |
|  | отдел Цветковые, или Покрытосеменные |  |                                                             |                                                             |                   |  |                                           |                                           |                          |  |  |  |                             |                    |  |  |  |  |                      |                      |
|  |                                      |  | ещё 44 порядка цветковых растений (согласно Системе APG II) | ещё 44 порядка цветковых растений (согласно Системе APG II) |                   |  |                                           | ещё 2 подсемейства                        | ещё 2 подсемейства       |  |  |  | ещё около 22 родов          | ещё около 22 родов |  |  |  |  |                      |                      |
|  |                                      |  |                                                             | ещё 44 порядка цветковых растений (согласно Системе APG II) |                   |  |                                           |                                           | ещё 2 подсемейства       |  |  |  |                             | ещё около 22 родов |  |  |  |  |                      |                      |